# Hyllisia kenyensis
Hyllisia kenyensis är en skalbaggsart. Hyllisia kenyensis ingår i släktet Hyllisia och familjen långhorningar.

## Underarter
Arten delas in i följande underarter:
- H. k. kenyensis
- H. k. abyssinica